# Selección de fútbol de Aruba
La selección de fútbol de Aruba (en neerlandés: Arubaans voetbalelftal) es el representativo nacional de la isla, controlada por la Arubaanse Voetbal Bond (AVB) creada en 1932. Juega sus partidos de local en el Estadio Guillermo Próspero Trinidad, de Oranjestad.

## Historia
Entre 1924 y 1933, Aruba solo jugó con el seleccionado de Curazao aunque esos encuentros no son considerados como oficiales. A partir de 1948 pasó a integrar el combinado de las Antillas Neerlandesas, situación que se volvió definitiva entre 1958 y 1986. Previamente, en 1955, había disputado bajo la dirección técnica del argentino Ángel Botta, la VII edición de la Copa CCCF en Tegucigalpa (Honduras), torneo donde alcanzó el 5° lugar.
Luego de su escisión de las Antillas Neerlandesas, la AVB se afilió en 1988 a la Concacaf y a la FIFA. La selección arubana integró el grupo A de la ronda de clasificación de la Copa del Caribe de 1989, y en su primer partido de grupo conoció la peor derrota de su historia, a manos de Trinidad y Tobago, que la aplastó con un resultado de 11:0, el 23 de abril de 1989. Disputó su primer partido de eliminatorias mundialistas, el 24 de marzo de 1996, ante su similar de República Dominicana, en el marco de las clasificatorias al Mundial de 1998. Aruba ha participado desde entonces a todos los torneos de clasificación a la Copa Mundial de Fútbol, sin poder superar la primera ronda eliminatoria.
No ha tenido más éxito en la Copa del Caribe, ya que nunca pudo disputar la fase de grupos. Sin embargo, demostró algunos progresos en la ronda preliminar de la Copa del Caribe de 2014 al conseguir dos victorias al hilo ante Turcas y Caicos (1:0), el 30 de mayo de 2014 y el 1° de junio ante Islas Vírgenes Británicas (7:0), siendo esta última la mayor victoria de su historia. Estos resultados le permitieron llegar al 120° lugar en la Clasificación Mundial de la FIFA del mes de junio de 2014, su mejor posición, por delante incluso de selecciones de más renombre en el área como Guatemala (127°).
Luego de la abundante victoria, Aruba perdió 0-2 frente a Guayana Francesa por la Copa del Caribe. 
Arrancó el 2015 con un empate y ganando en los penales a Curazao en un amistoso.
Empezariá las Eliminatorias a Rusia 2018 frente a Barbados. Aruba perdió 0-2 frente a Barbados como local, luego perdió el partido de vuelta por 1-0, terminando así en un global de 0-3 a favor de Barbados, sin embargo la FIFA sancionó a Barbados por alineación indebida, entonces terminando en un global de 3-2 a favor de Aruba, pese a eso, en la siguiente ronda fueron derrotados nuevamente, esta vez por San Vicente y las Granadinas quien ganó por un 2-0, pese a la derrota, en la vuelta lograron un 2-1 a favor, pero fueron eliminados, terminando así su campaña en las eliminatorias.

## Últimos partidos y próximos encuentros
Actualizado al último partido jugado el 25 de marzo de 2025
| Fecha      | Ciudad             | Local           | Resultado | Visitante    | Competición                     |
| ---------- | ------------------ | --------------- | --------- | ------------ | ------------------------------- |
| 23-03-2024 | Santiago Caballero | Rep. Dominicana | 2:0       | Aruba        | Partido amistoso                |
| 08-06-2024 | Oranjestad         | Aruba           | 0:2       | Curazao      | Clasificación Copa Mundial 2026 |
| 11-06-2024 | Bridgetown         | Santa Lucía     | 2:2       | Aruba        | Clasificación Copa Mundial 2026 |
| 06-09-2024 | Mayagüez           | Aruba           | 0:2       | Sint Maarten | Liga Naciones Concacaf 24/25    |
| 09-09-2024 | Mayagüez           | Aruba           | 0:1       | Puerto Rico  | Liga Naciones Concacaf 24/25    |
| 11-10-2024 | Oranjestad         | Haití           | 3:1       | Aruba        | Liga Naciones Concacaf 24/25    |
| 14-10-2024 | Oranjestad         | Aruba           | 3:5       | Haití        | Liga Naciones Concacaf 24/25    |
| 15-11-2024 | Mayagüez           | Puerto Rico     | 5:1       | Aruba        | Liga Naciones Concacaf 24/25    |
| 18-11-2024 | Mayagüez           | Sint Maarten    | 1:0       | Aruba        | Liga Naciones Concacaf 24/25    |
| 25-03-2024 | Nom Pen            | Camboya         | 1:2       | Aruba        | Partido amistoso                |
| 04-06-2025 | Bridgetown         | Barbados        | 1:1       | Aruba        | Clasificación Copa Mundial 2026 |
| 07-06-2025 | Oranjestad         | Aruba           | 0:5       | Haití        | Clasificación Copa Mundial 2026 |

## Estadísticas

### Copa Mundial FIFA
| Copa Mundial FIFA | Copa Mundial FIFA              | Copa Mundial FIFA              | Copa Mundial FIFA              | Copa Mundial FIFA              | Copa Mundial FIFA              | Copa Mundial FIFA              | Copa Mundial FIFA              |
| Año               | Ronda                          | J                              | G                              | E                              | P                              | GF                             | GC                             |
| ----------------- | ------------------------------ | ------------------------------ | ------------------------------ | ------------------------------ | ------------------------------ | ------------------------------ | ------------------------------ |
| 1930 - 1954       | No participó                   | No participó                   | No participó                   | No participó                   | No participó                   | No participó                   | No participó                   |
| 1958 - 1986       | Parte de Antillas Neerlandesas | Parte de Antillas Neerlandesas | Parte de Antillas Neerlandesas | Parte de Antillas Neerlandesas | Parte de Antillas Neerlandesas | Parte de Antillas Neerlandesas | Parte de Antillas Neerlandesas |
| 1990              | No participó                   | No participó                   | No participó                   | No participó                   | No participó                   | No participó                   | No participó                   |
| 1994              | No participó                   | No participó                   | No participó                   | No participó                   | No participó                   | No participó                   | No participó                   |
| 1998              | No clasificó                   | No clasificó                   | No clasificó                   | No clasificó                   | No clasificó                   | No clasificó                   | No clasificó                   |
| 2002              | No clasificó                   | No clasificó                   | No clasificó                   | No clasificó                   | No clasificó                   | No clasificó                   | No clasificó                   |
| 2006              | No clasificó                   | No clasificó                   | No clasificó                   | No clasificó                   | No clasificó                   | No clasificó                   | No clasificó                   |
| 2010              | No clasificó                   | No clasificó                   | No clasificó                   | No clasificó                   | No clasificó                   | No clasificó                   | No clasificó                   |
| 2014              | No clasificó                   | No clasificó                   | No clasificó                   | No clasificó                   | No clasificó                   | No clasificó                   | No clasificó                   |
| 2018              | No clasificó                   | No clasificó                   | No clasificó                   | No clasificó                   | No clasificó                   | No clasificó                   | No clasificó                   |
| 2022              | No clasificó                   | No clasificó                   | No clasificó                   | No clasificó                   | No clasificó                   | No clasificó                   | No clasificó                   |
| 2026              | No clasificó                   | No clasificó                   | No clasificó                   | No clasificó                   | No clasificó                   | No clasificó                   | No clasificó                   |
| 2030              | Por disputarse                 | Por disputarse                 | Por disputarse                 | Por disputarse                 | Por disputarse                 | Por disputarse                 | Por disputarse                 |
| 2034              | Por disputarse                 | Por disputarse                 | Por disputarse                 | Por disputarse                 | Por disputarse                 | Por disputarse                 | Por disputarse                 |
| Total             | 0/23                           | -                              | -                              | -                              | -                              | -                              | -                              |

### Copa CCCF
| Copa CCCF   | Copa CCCF                      | Copa CCCF                      | Copa CCCF                      | Copa CCCF                      | Copa CCCF                      | Copa CCCF                      | Copa CCCF                      |
| Año         | Ronda                          | J                              | G                              | E                              | P                              | GF                             | GC                             |
| ----------- | ------------------------------ | ------------------------------ | ------------------------------ | ------------------------------ | ------------------------------ | ------------------------------ | ------------------------------ |
| 1941 - 1953 | Parte de Antillas Neerlandesas | Parte de Antillas Neerlandesas | Parte de Antillas Neerlandesas | Parte de Antillas Neerlandesas | Parte de Antillas Neerlandesas | Parte de Antillas Neerlandesas | Parte de Antillas Neerlandesas |
| 1955        | Quinto lugar                   | 6                              | 2                              | 1                              | 3                              | 9                              | 9                              |
| 1957 - 1961 | Parte de Antillas Neerlandesas | Parte de Antillas Neerlandesas | Parte de Antillas Neerlandesas | Parte de Antillas Neerlandesas | Parte de Antillas Neerlandesas | Parte de Antillas Neerlandesas | Parte de Antillas Neerlandesas |
| Total       | 1/10                           | 6                              | 2                              | 1                              | 3                              | 9                              | 9                              |

### Copa de Oro de la Concacaf
| Copa de Oro de la Concacaf | Copa de Oro de la Concacaf     | Copa de Oro de la Concacaf     | Copa de Oro de la Concacaf     | Copa de Oro de la Concacaf     | Copa de Oro de la Concacaf     | Copa de Oro de la Concacaf     | Copa de Oro de la Concacaf     |
| Año                        | Ronda                          | J                              | G                              | E                              | P                              | GF                             | GC                             |
| -------------------------- | ------------------------------ | ------------------------------ | ------------------------------ | ------------------------------ | ------------------------------ | ------------------------------ | ------------------------------ |
| 1963 - 1985                | Parte de Antillas Neerlandesas | Parte de Antillas Neerlandesas | Parte de Antillas Neerlandesas | Parte de Antillas Neerlandesas | Parte de Antillas Neerlandesas | Parte de Antillas Neerlandesas | Parte de Antillas Neerlandesas |
| 1989                       | No participó                   | No participó                   | No participó                   | No participó                   | No participó                   | No participó                   | No participó                   |
| 1991                       | No participó                   | No participó                   | No participó                   | No participó                   | No participó                   | No participó                   | No participó                   |
| 1993                       | Se retiró                      | Se retiró                      | Se retiró                      | Se retiró                      | Se retiró                      | Se retiró                      | Se retiró                      |
| 1996                       | No clasificó                   | No clasificó                   | No clasificó                   | No clasificó                   | No clasificó                   | No clasificó                   | No clasificó                   |
| 1998                       | No clasificó                   | No clasificó                   | No clasificó                   | No clasificó                   | No clasificó                   | No clasificó                   | No clasificó                   |
| 2000                       | No clasificó                   | No clasificó                   | No clasificó                   | No clasificó                   | No clasificó                   | No clasificó                   | No clasificó                   |
| 2002                       | No clasificó                   | No clasificó                   | No clasificó                   | No clasificó                   | No clasificó                   | No clasificó                   | No clasificó                   |
| 2003                       | No clasificó                   | No clasificó                   | No clasificó                   | No clasificó                   | No clasificó                   | No clasificó                   | No clasificó                   |
| 2005                       | Se retiró                      | Se retiró                      | Se retiró                      | Se retiró                      | Se retiró                      | Se retiró                      | Se retiró                      |
| 2007                       | No participó                   | No participó                   | No participó                   | No participó                   | No participó                   | No participó                   | No participó                   |
| 2009                       | No clasificó                   | No clasificó                   | No clasificó                   | No clasificó                   | No clasificó                   | No clasificó                   | No clasificó                   |
| 2011                       | No participó                   | No participó                   | No participó                   | No participó                   | No participó                   | No participó                   | No participó                   |
| 2013                       | No clasificó                   | No clasificó                   | No clasificó                   | No clasificó                   | No clasificó                   | No clasificó                   | No clasificó                   |
| 2015                       | No clasificó                   | No clasificó                   | No clasificó                   | No clasificó                   | No clasificó                   | No clasificó                   | No clasificó                   |
| 2017                       | No clasificó                   | No clasificó                   | No clasificó                   | No clasificó                   | No clasificó                   | No clasificó                   | No clasificó                   |
| 2019                       | No clasificó                   | No clasificó                   | No clasificó                   | No clasificó                   | No clasificó                   | No clasificó                   | No clasificó                   |
| 2021                       | No clasificó                   | No clasificó                   | No clasificó                   | No clasificó                   | No clasificó                   | No clasificó                   | No clasificó                   |
| 2023                       | No clasificó                   | No clasificó                   | No clasificó                   | No clasificó                   | No clasificó                   | No clasificó                   | No clasificó                   |
| 2025                       | No clasificó                   | No clasificó                   | No clasificó                   | No clasificó                   | No clasificó                   | No clasificó                   | No clasificó                   |
| Total                      | 0/28                           | -                              | -                              | -                              | -                              | -                              | -                              |

### Liga de Naciones de la Concacaf
| Liga de Naciones de la Concacaf | Liga de Naciones de la Concacaf | Liga de Naciones de la Concacaf | Liga de Naciones de la Concacaf | Liga de Naciones de la Concacaf | Liga de Naciones de la Concacaf | Liga de Naciones de la Concacaf | Liga de Naciones de la Concacaf | Liga de Naciones de la Concacaf | Liga de Naciones de la Concacaf |
| Año                             | L                               | G                               | Ronda                           | J                               | G                               | E                               | P                               | GF                              | GC                              |
| ------------------------------- | ------------------------------- | ------------------------------- | ------------------------------- | ------------------------------- | ------------------------------- | ------------------------------- | ------------------------------- | ------------------------------- | ------------------------------- |
| 2019-20                         | B                               | C                               | Cuarto lugar                    | 6                               | 0                               | 0                               | 6                               | 5                               | 18                              |
| 2022-23                         | C                               | B                               | Segundo lugar                   | 4                               | 1                               | 1                               | 2                               | 5                               | 5                               |
| 2023-24                         | C                               | B                               | Primer lugar                    | 4                               | 4                               | 0                               | 0                               | 14                              | 4                               |
| 2024-25                         | B                               | C                               | Cuarto lugar                    | 6                               | 0                               | 0                               | 6                               | 5                               | 17                              |
| Total                           | Total                           | Total                           | 4/4                             | 20                              | 5                               | 1                               | 14                              | 29                              | 44                              |

## Torneos regionales de la CFU

### Copa de Naciones de la CFU
| Copa de Naciones de la CFU | Copa de Naciones de la CFU     | Copa de Naciones de la CFU     | Copa de Naciones de la CFU     | Copa de Naciones de la CFU     | Copa de Naciones de la CFU     | Copa de Naciones de la CFU     | Copa de Naciones de la CFU     |
| Año                        | Ronda                          | J                              | G                              | E                              | P                              | GF                             | GC                             |
| -------------------------- | ------------------------------ | ------------------------------ | ------------------------------ | ------------------------------ | ------------------------------ | ------------------------------ | ------------------------------ |
| 1978 - 1985                | Parte de Antillas Neerlandesas | Parte de Antillas Neerlandesas | Parte de Antillas Neerlandesas | Parte de Antillas Neerlandesas | Parte de Antillas Neerlandesas | Parte de Antillas Neerlandesas | Parte de Antillas Neerlandesas |
| 1988                       | No clasificó                   | No clasificó                   | No clasificó                   | No clasificó                   | No clasificó                   | No clasificó                   | No clasificó                   |
| Total                      | 0/6                            | -                              | -                              | -                              | -                              | -                              | -                              |

### Copa del Caribe
| Copa del Caribe | Copa del Caribe | Copa del Caribe | Copa del Caribe | Copa del Caribe | Copa del Caribe | Copa del Caribe | Copa del Caribe |
| Año             | Ronda           | J               | G               | E               | P               | GF              | GC              |
| --------------- | --------------- | --------------- | --------------- | --------------- | --------------- | --------------- | --------------- |
| 1989            | No clasificó    | No clasificó    | No clasificó    | No clasificó    | No clasificó    | No clasificó    | No clasificó    |
| 1990            | No clasificó    | No clasificó    | No clasificó    | No clasificó    | No clasificó    | No clasificó    | No clasificó    |
| 1991            | No participó    | No participó    | No participó    | No participó    | No participó    | No participó    | No participó    |
| 1992            | No clasificó    | No clasificó    | No clasificó    | No clasificó    | No clasificó    | No clasificó    | No clasificó    |
| 1993            | No participó    | No participó    | No participó    | No participó    | No participó    | No participó    | No participó    |
| 1994            | No participó    | No participó    | No participó    | No participó    | No participó    | No participó    | No participó    |
| 1995            | No clasificó    | No clasificó    | No clasificó    | No clasificó    | No clasificó    | No clasificó    | No clasificó    |
| 1996            | No participó    | No participó    | No participó    | No participó    | No participó    | No participó    | No participó    |
| 1997            | No participó    | No participó    | No participó    | No participó    | No participó    | No participó    | No participó    |
| 1998            | No participó    | No participó    | No participó    | No participó    | No participó    | No participó    | No participó    |
| 1999            | Se retiró       | Se retiró       | Se retiró       | Se retiró       | Se retiró       | Se retiró       | Se retiró       |
| 2001            | No clasificó    | No clasificó    | No clasificó    | No clasificó    | No clasificó    | No clasificó    | No clasificó    |
| 2005            | Se retiró       | Se retiró       | Se retiró       | Se retiró       | Se retiró       | Se retiró       | Se retiró       |
| 2007            | No participó    | No participó    | No participó    | No participó    | No participó    | No participó    | No participó    |
| 2008            | No clasificó    | No clasificó    | No clasificó    | No clasificó    | No clasificó    | No clasificó    | No clasificó    |
| 2010            | No participó    | No participó    | No participó    | No participó    | No participó    | No participó    | No participó    |
| 2012            | No clasificó    | No clasificó    | No clasificó    | No clasificó    | No clasificó    | No clasificó    | No clasificó    |
| 2014            | No clasificó    | No clasificó    | No clasificó    | No clasificó    | No clasificó    | No clasificó    | No clasificó    |
| 2016            | No clasificó    | No clasificó    | No clasificó    | No clasificó    | No clasificó    | No clasificó    | No clasificó    |
| Total           | 0/19            | -               | -               | -               | -               | -               | -               |

#### Torneo ABCS
| Torneo ABCS | Torneo ABCS  | Torneo ABCS | Torneo ABCS | Torneo ABCS | Torneo ABCS | Torneo ABCS | Torneo ABCS |
| Año         | Ronda        | J           | G           | E           | P           | GF          | GC          |
| ----------- | ------------ | ----------- | ----------- | ----------- | ----------- | ----------- | ----------- |
| 2010        | Tercer lugar | 2           | 0           | 1           | 1           | 3           | 6           |
| 2011        | Subcampeón   | 2           | 0           | 2           | 0           | 2           | 2           |
| 2012        | Campeón      | 2           | 2           | 0           | 0           | 4           | 2           |
| 2013        | Cuarto lugar | 2           | 0           | 0           | 2           | 1           | 4           |
| 2015        | Subcampeón   | 2           | 0           | 1           | 1           | 0           | 1           |
| 2021        | Tercer lugar | 2           | 0           | 1           | 1           | 3           | 9           |
| 2022        | Tercer lugar | 2           | 1           | 1           | 0           | 3           | 2           |
| Total       | 7/7          | 14          | 3           | 6           | 5           | 16          | 26          |

## Récord ante otras selecciones
Actualizado al 25 de marzo de 2025.
| Rival                                | J  | G  | E  | P  | GF  | GC  | GD   |
| ------------------------------------ | -- | -- | -- | -- | --- | --- | ---- |
| Antigua y Barbuda                    | 2  | 0  | 0  | 2  | 0   | 5   | −5   |
| Barbados                             | 3  | 1  | 0  | 2  | 6   | 11  | −5   |
| Bermuda                              | 1  | 1  | 0  | 0  | 3   | 1   | +2   |
| Bonaire                              | 1  | 1  | 0  | 0  | 1   | 0   | +1   |
| Islas Vírgenes Británicas            | 1  | 1  | 0  | 0  | 7   | 0   | +7   |
| Islas Vírgenes de los Estados Unidos | 1  | 1  | 0  | 0  | 4   | 1   | +3   |
| Camboya                              | 1  | 1  | 0  | 0  | 2   | 1   | +1   |
| Costa Rica                           | 1  | 0  | 0  | 1  | 2   | 3   | −1   |
| Cuba                                 | 1  | 1  | 0  | 0  | 4   | 1   | +3   |
| Curazao                              | 3  | 1  | 1  | 1  | 5   | 6   | −1   |
| Territorio de Curazao                | 22 | 0  | 8  | 14 | 19  | 47  | −28  |
| República Dominicana                 | 3  | 0  | 0  | 3  | 3   | 8   | −5   |
| El Salvador                          | 1  | 0  | 0  | 1  | 0   | 3   | −3   |
| Guayana Francesa                     | 2  | 1  | 0  | 1  | 1   | 2   | −1   |
| Granada                              | 2  | 0  | 0  | 2  | 3   | 7   | −4   |
| Guadalupe                            | 1  | 0  | 1  | 0  | 0   | 0   | 0    |
| Guam                                 | 2  | 1  | 1  | 0  | 4   | 2   | +2   |
| Guyana                               | 1  | 0  | 0  | 1  | 0   | 3   | −3   |
| Haití                                | 3  | 0  | 1  | 2  | 5   | 9   | −4   |
| Honduras                             | 1  | 0  | 1  | 0  | 1   | 1   | 0    |
| Jamaica                              | 1  | 0  | 0  | 1  | 0   | 6   | −6   |
| Antillas Neerlandesas                | 8  | 1  | 0  | 7  | 10  | 23  | −13  |
| Panamá                               | 1  | 0  | 1  | 0  | 0   | 0   | 0    |
| Puerto Rico                          | 4  | 1  | 1  | 2  | 7   | 10  | −3   |
| Santa Lucía                          | 3  | 1  | 1  | 1  | 8   | 8   | 0    |
| Saint-Martin                         | 2  | 1  | 1  | 0  | 3   | 0   | -3   |
| Sint Maarten                         | 2  | 0  | 0  | 2  | 0   | 3   | -3   |
| San Cristóbal y Nieves               | 2  | 0  | 0  | 2  | 2   | 5   | -3   |
| San Vicente                          | 2  | 1  | 0  | 1  | 2   | 3   | -1   |
| Surinam                              | 14 | 2  | 5  | 7  | 15  | 44  | −29  |
| Trinidad y Tobago                    | 1  | 0  | 0  | 1  | 0   | 11  | −11  |
| Islas Turcas y Caicos                | 1  | 1  | 0  | 0  | 1   | 0   | +1   |
| Venezuela                            | 2  | 0  | 0  | 2  | 1   | 6   | −5   |
| Total                                | 96 | 18 | 22 | 56 | 119 | 230 | −111 |

## Uniforme

### Uniforme Titular
| 2021 |

### Uniforme Alternativo
| 2021 |

## Jugadores

### Última convocatoria
Lista de 23 jugadores para disputar el partido amistoso no oficial vs.  Visakha FC y el partido amistoso vs.  Camboya el 22 y 25 de marzo de 2025 respectivamente.
Datos actualizados después del partido ante  Camboya el 25 de marzo de 2025.
| No. | Pos. | Jugador            | Fecha de nacimiento (edad)         | Apa. | Goles | Club                      |
| --- | ---- | ------------------ | ---------------------------------- | ---- | ----- | ------------------------- |
| 1   | POR  | Matthew Lentink    | 18 de agosto de 1993 (31 años)     | 18   | 0     | VV Goes                   |
| 18  | POR  | Jahmani Eisden     | 19 de julio de 2005 (19 años)      | 0    | 0     | FC Den Bosch Sub-21       |
| 23  | POR  | Josthan Maduro     | 30 de agosto de 2006 (18 años)     | 0    | 0     | SV Britannia              |
|     |      |                    |                                    |      |       |                           |
| 2   | DEF  | Nickenson Paul     | 24 de agosto de 1997 (27 años)     | 31   | 0     | SV Dakota                 |
| 5   | DEF  | Kymani Nedd        | 10 de junio de 2004 (21 años)      | 13   | 0     | Excelsior Róterdam Sub-21 |
| 3   | DEF  | Fernando Lewis     | 31 de enero de 1993 (32 años)      | 12   | 0     | SV Zandvoort              |
| 14  | DEF  | Diederick Luydens  | 18 de febrero de 1999 (26 años)    | 11   | 1     | SV Dakota                 |
| 16  | DEF  | Shivay Wadhwani    | 3 de julio de 2005 (19 años)       | 5    | 0     | AVV Zeeburgia Sub-21      |
| 12  | DEF  | Edhyon Hersilia    | 11 de abril de 2006 (19 años)      | 1    | 0     | SV Britannia              |
| 4   | DEF  | Bradley Martis     | 13 de julio de 1998 (26 años)      | 1    | 0     | IJsselmeervogels          |
| 15  | DEF  | Jillroy Ruiz       | 18 de octubre de 1996 (28 años)    | 1    | 0     | RVVH                      |
| 21  | DEF  | Nathan Solagnier   | 29 de agosto de 2004 (20 años)     | 0    | 0     | Quick Den Haag            |
|     |      |                    |                                    |      |       |                           |
| 8   | MED  | Walter Bennett     | 18 de marzo de 1997 (28 años)      | 24   | 2     | Feyenoord                 |
| 6   | MED  | Rovien Ostiana     | 14 de febrero de 2002 (23 años)    | 14   | 8     | RKAVV                     |
| 11  | MED  | Steven Rua         | 12 de mayo de 1990 (35 años)       | 11   | 0     | SV Britannia              |
| 20  | MED  | Isaï Marselia      | 2 de abril de 1997 (28 años)       | 10   | 1     | Sporting Khalsa F.C.      |
| 10  | MED  | Josh Gross         | 15 de mayo de 1993 (32 años)       | 9    | 1     | VV Zwaluwen               |
| 13  | MED  | Jonathan Richard   | 21 de junio de 1991 (34 años)      | 8    | 0     | ADO '20                   |
| 17  | MED  | Jaybrien Romano    | 13 de diciembre de 2004 (20 años)  | 4    | 0     | FC Den Bosch Sub-21       |
| 7   | MED  | Dimaggio Senchi    | 3 de mayo de 1995 (30 años)        | 4    | 0     | AFC '34                   |
| 22  | MED  | Ezekiel Frans      | 22 de noviembre de 2003 (21 años)  | 0    | 0     | C.D. San Roque de Lepe B  |
|     |      |                    |                                    |      |       |                           |
| 9   | DEL  | Terence Groothusen | 16 de septiembre de 1996 (28 años) | 21   | 6     | ADO '20                   |
| 19  | DEL  | Rensel Bryson      | 6 de noviembre de 2000 (24 años)   | 3    | 0     | RKVV Best Vooruit         |

## Entrenadores
Antes de 1958:
- Ángel Botta (1955-?)

Después de 1986:
- René Notten (1995)
- Ángel Botta (1996)
- Marco Rasmijn (2000)
- Marcelo Muñoz (2004)
- Azing Griever (2004–2006)
- Marcelo Muñoz (febr. 2008)
- Marco Rasmijn (mar. 2008)
- Marcelo Muñoz (jul. 2008)
- Marco Rasmijn (may. a oct. 2010)
- Epi Albertus (2011–2012)
- Giovanni Franken (2013–2015)
- Rini Coolen (2015)[5]
- Martin Koopman (2015-2019)
- Marvic Bermúdez (2020)
- Stanley Menzo (2021-2022)
- Marvic Bermúdez (2022-)